# Colax
Colax is een voormalig geslacht met vijftien soorten tropische orchideeën uit de onderfamilie Epidendroideae.
Volgens de World Checklist of Monocotyledons is het geslacht een synoniem geworden van Pabstia en Bifrenaria en zijn alle soorten hernoemd en verplaatst naar een van deze of andere geslachten.
Voor de kenmerken van deze geslachten, zie aldaar.

## Naamgeving enetymologie
- Synoniemen: Pabstia Garay (1973), Bifrenaria Lindl. (1832)

## Soortenlijst
- Colax aromaticus (Graham) Spreng. (1827) (= Lycaste aromatica (Graham) Lindl. (1843))
- Colax barringtoniae (Sm.) Lindl. ex Spreng. (1826) (= Sudamerlycaste barringtoniae (Sm.) Archila (2002))
- Colax grandiflorus Raf. (1837) (= Bifrenaria harrisoniae (Hook.) Rchb.f. (1855))
- Colax harrisoniae (Hook.) Lindl. ex Spreng. 1826) (= Bifrenaria harrisoniae (Hook.) Rchb.f. (1855))
- Colax jugosus (Lindl.) Lindl. (1843) (= Pabstia jugosa (Lindl.) Garay (1973))
- Colax modestior Rchb.f. (1860) (= Pabstia modestior (Rchb.f.) Garay (1973))
- Colax pallidiflorus (Hook.) A.Spreng. (1828) (= Xylobium pallidiflorum (Hook.) G.Nicholson (1887))
- Colax palmifolius (Sw.) Lindl. ex Spreng. (1826) (= Maxillaria palmifolia (Sw.) Lindl. (1832))
- Colax parkeri (Hook.) A.Spreng. (1828) (= Maxillaria parkeri Hook. (1827))
- Colax parvulus (Hook.) Spreng. (1827) (= Maxillaria parvula Hook. (1826))
- Colax placantherus (Hook.) Lindl. (1843) (= Pabstia placanthera (Hook.) Garay (1973))
- Colax puydtii Linden & André (1880) (= Pabstia jugosa (Lindl.) Garay (1973))
- Colax racemosus (Hook.) A.Spreng. (1828) (= Bifrenaria racemosa (Hook.) Lindl. (1843))
- Colax tripterus Rolfe (1906) (= Pabstia viridis (Lindl.) Garay (1973))
- Colax viridis (Lindl.) Lindl. (1843) (= Pabstia viridis (Lindl.) Garay (1973))